# Meristata
Meristata es un género de escarabajos  de la familia Chrysomelidae. En 1935 Strand describió el género. Contiene las siguientes especies:
- Meristata dohrni (Baly, 1861)
- Meristata elongata (Jacoby, 1898)
- Meristata fallax (Harold, 1880)
- Meristata fraternalis (Baly, 1879)
- Meristata maculata (Bryant, 1954)
- Meristata pulumini (Bryant, 1952)
- Meristata quadrifasciata (Hope, 1831)
- Meristata sexmaculata (Kollar & Redtenbacher, 1848)
- Meristata spilota (Hope, 1831)